# Erginulus sinuosus
Erginulus sinuosus is een hooiwagen uit de familie Cosmetidae.